# Bariatri
Bariatri är en samling medicinska behandlingsmetoder som syftar till att behandla sjuklig fetma.
Till bariatrin hör att uppställa standarder för sjukdomsdiagnos och utredning av behandlingar, samt att på ett socialmedicinskt plan verka för att fetman i samhället minskar. På ett individplan ägnar sig bariatrin åt att ställa diagnoser, som att bedöma BMI i relation till muskelmassa, samt att utreda om fetman är ett symtom på en underliggande sjukdom. Behandlingsmetoderna innefattar förändrad livsföring, inklusive bantning och fysisk terapi, och kirurgi.